# Borsó Vencel
Borsó János Vencel (Pápa, 1791, május 26. – Turiszakállos, 1864. augusztus 26.) ferences rendi szerzetes.

## Élete
A novitiatust Malackán töltötte és 1814-ben felszentelték. Több évig káplánkodott Csácson; azután a Ghyczyeknek házi lelkésze volt Turiszakálloson. 
Kézirati munkája, mely a napóra népszerű készítését tárgyalja, a szentantali zárdában őriztetik.